# Дамнац
Дамнац (њем. Damnatz) општина је у њемачкој савезној држави Доња Саксонија. Једно је од 27 општинских средишта округа Лихов-Даненберг. Према процјени из 2010. у општини је живјело 331 становника. Посједује регионалну шифру (AGS) 3354003.

## Географски и демографски подаци
Дамнац се налази у савезној држави Доња Саксонија у округу Лихов-Даненберг. Општина се налази на надморској висини од 14 метара. Површина општине износи 16,3 km². У самом мјесту је, према процјени из 2010. године, живјело 331 становника. Просјечна густина становништва износи 20 становника/km².